# Gualberto Luiz da Silva Júnior
Gualberto Luiz da Silva Júnior, meglio noto come Gualberto (Campinas, 8 aprile 1990), è un ex calciatore brasiliano, di ruolo difensore.

## Carriera
Ha giocato 16 partite nella massima serie brasiliana.